# Нора Прентисс
«Нора Прентисс» (англ. Nora Prentiss) — нуаровая мелодрама режиссёра Винсента Шермана, вышедшая на экраны в 1947 году.
Фильм рассказывает об успешном враче (Кент Смит), который начинает роман с певицей из ночного клуба Норой Прентисс (Энн Шеридан), ради жизни с которой он выдаёт смерть своего пациента за свою, принимает личность умершего пациента, бросает семью и вслед за Норой переезжает в другой город. Однако в результате ироничного поворота событий его задерживают и судят по обвинению в убийстве самого себя.
Аналогичный сюжетный ход, когда главного персонажа обвиняют в убийстве самого себя, содержал также фильм нуар «Странное воплощение» (1946).
В 1947 году вышел ещё один фильм нуар Винсента Шермана с Энн Шеридан в главной роли — «Неверная».

## Сюжет
Мужчину, подозреваемого в шантаже и убийстве доктора Ричарда Тэлбота (Кент Смит), под конвоем доставляют в Сан-Франциско. Подозреваемый отказывается говорить, как во время полицейского допроса, так и на встрече с адвокатом. Оставшись один в камере, мужчина размышляет над событиями, которые привели к этому моменту в его жизни:
Ещё недавно он был Ричардом Тэлботом, успешным и авторитетным 43-летним хирургом в Сан-Франциско. Он был добрым и интеллигентным человеком, вся личная жизнь которого полностью подчинялась строгому распорядку, заведённому его властной женой Люси (Розмари Декамп), которая ставит превыше всего дисциплину и соблюдение общепринятых правил семейно жизни. При этом Люси не способна дать человеческого тепла ни мужу, ни двум их детям подросткового возраста — Боните (Ванда Хендрикс) и Грегори (Роберт Артур). Рассчитывая привнести в их жизнь немного романтизма, Ричард предлагает жене съездить на уик-энд в их домик в горах, однако Люси отвечает, что на выходные она везёт детей к своей матери. Тяготясь сухостью и скукой домашнего быта, Ричард по дороге на работу наслаждается красотой весеннего дня, в результате опаздывая на двадцать минут на работу, что случается с ним впервые за десять лет. На работе в отсутствие своего партнёра, доктора Джоэла Мерриама (Брюс Беннетт), Ричард осматривает его пациента, сердечника Уолтера Бэйли (Джон Риджли). Когда Мерриам с опозданием приезжает на работу, Ричард просит его строже относиться к своим врачебным обязанностям, на что Мерриам отвечает, что дон не может вести такую скучную жизнь, как Ричард. После окончания рабочего дня, когда Ричард выходит из офиса, на его глазах машина сбивает очаровательную женщину. В своём кабинете Ричард определяет у женщины лёгкий шок после обморока и забинтовывает ссадину на ноге. Женщина рассказывает, что её зовут Нора Прентисс (Энн Шеридан), и она работает певицей в ночном клубе, слегка флиртуя с доктором. Дома Ричард пытается уговорить Люси не ходить в гости и провести вечер дома вдвоём, на что она заявляет, что он ведёт себя как ребёнок. В субботу после отъезда жены с детьми к родителям Ричард направляется в клуб, в котором выступает Нора, где она знакомит доктора с владельцем клуба и своим давним поклонником Филом Динардо (Роберт Алда). Ричард и Нора проводят чудесный вечер в клубе, и поздно ночью он провожает её домой. У дверей они целуются, однако Ричард отказывается зайти к Норе на чашку кофе. На следующий день Ричард приглашает Нору на автомобильную прогулку в свой горный коттедж. Вместе они наводят в коттедже порядок, после чего проводят приятный вечер у камина, который завершается поцелуями и объятиями. Ричард влюбляется в Нору и с этого дня ищет любой возможности, чтобы проводить время в её обществе. Ссылаясь на работу над книгой, он стал приходить домой очень поздно, при этом он постоянно опаздывает на работу, что в итоге начинает вызывать беспокойство как у его семьи, так и у доктора Мерриама. Однажды утром Ричард забывает поздравить любимую дочь Бониту с 16-летием, и в очередной раз опаздывает на работу, где его ожидает Мирриам и Бэйли, которому на следующий день должны делать серьёзную операцию на сердце. После работы Ричард едет к Норе, которая заявляет, что их мучительный роман не может продолжаться. Она предлагает Ричарду вернуться в семью и объявляет, что уезжает в Нью-Йорк, где Фил открывает новый клуб. Ричард обещает Норе сегодня же вечером попросить у жены развод. Вернувшись домой, Ричард попадает на вечеринку по случаю дня рождения дочери, понимая, что совершенно забыл об этом. Его выручает Люси, которая незаметно передаёт мужу подарок, чтобы он вручил его Боните. В столь торжественный день у Ричарда не хватает духа сообщить жене о разводе. На следующее утро после очередного напряжённого разговора с Норой Ричард в перевозбуждённом состоянии делает операцию Бэйли. Вечером он едет к Норе, которая уже собирает вещи, чтобы отправиться в Нью-Йорк, заявляя, что был настолько рассеян и взбудоражен, что запорол операцию. Ричард умоляет Нору подождать с отъездом, обещая что-нибудь придумать. Он приезжает в офис, где пишет жене письмо с просьбой о разводе, однако, так и не дописав его, комкает и бросает в пепельницу. В этот момент в его кабинет входит Бэйли в крайне болезненном состоянии. Прежде чем Ричард успевает сделать ему укол, Бэйли падает на пол и умирает. Заметив, что его возраст, цвет волос, рост и вес совпадают с параметрами умершего пациента, Ричард принимает неожиданное решение выдать смерть пациента за собственную. Он вывозит труп Бэйли на окраину города, надевает ему на палец своё кольцо, кладёт в карманы свои документы, обливает салон горючим веществом из канистры, поджигает машину и сталкивает её со скалы. Ночью, когда Нора садится на паром, чтобы отплыть из Сан-Франциско, Ричард успевает сесть вслед за ней. На следующий день власти находят сильно обгоревший труп, констатируя, что это труп Ричарда. Вскоре Люси звонит Мерриаму на работу, пытаясь выяснить, не знает ли он, зачем Ричард в последние недели регулярно снимал деньги со счёта, а в день своей гибели снял более шести тысяч долларов. Удивлённый Мерриам заходит в кабинет Ричарда, где находит в пепельнице обгоревший кусочек письма со словами «я в отчаянии», которое тот писал жене. Ошибочно решив, что Ричард мог покончить жизнь самоубийством из-за шантажа, Марриам обращается в полицию, которая выдвигает версию, что Ричарда могли убить шантажисты.
В Нью-Йорке Ричард и Нора селятся в гостинице в разных номерах, при этом Ричард регистрируется под фамилией Томпсон. Вскоре он узнаёт из сан-францисской газеты, что прокурор возобновил следствие по его делу, заключив, что это не был несчастный случай. Ричард сбривает усы, не снимает тёмные очки и отказывается выходить с Норой публичные места, где их могут увидеть вместе. Нора, которая не знает, что Ричард совершил на самом деле, не может понять, почему он отказывается показываться на публике и не ищет работу, однако он объясняет это тем, что хочет никого видеть до тех пор, пока не завершится бракоразводный процесс. Нора начинает скучать от постоянного сидения в номере, в то время, как Ричард начинает выпивать. Не в силах более терпеть такое унылое бездействие, Нора просит Ричарда объяснить, почему они от всех прячутся, а он до сих пор не обратился за врачебной лицензией и никак не завершит развод. В ответ Ричард нехотя соглашается сводить Нору в ресторан, который открыл Фил Динардо. Однако увидев в ресторане знакомого хирурга, Ричард немедленно уводит Нору в гостиницу. В ответ на её возмущённые вопросы Ричард вынужден рассказать ей всю правду, говоря, что совершил большую ошибку, так как в тот момент не соображал, что делает. Нора с грустью констатирует, что у Ричарда не будет практики, и она никогда не сможет стать его женой, однако обещает ему устроиться на работу и не бросать его, так как он сделал всё это ради неё. В то время, как Нора начинает делать успешную певческую карьеру в клубе Динардо, Ричард начинает всё больше пить и ревновать Нору к владельцу клуба. После того, как Динардо присылает Норе домой дорогой порядок, Ричард не выдерживает и в пьяном состоянии приезжает в клуб. В тот момент, когда Фил говорит Норе, что любит её, но не будет мешать её счастью, Ричард врывается в её гримёрку и набрасывается на Фила с кулаками. Начинается драка, в ходе которой Ричард бьёт Фила кувшином по голове, в результате чего тот теряет сознание. После вызова полиции Ричард убегает, и, оттолкнув на улице швейцара, уезжает на подвернувшейся у подъезда машине. Полиция начинает его преследование, в результате которого Ричард на большой скорости теряет управление и врезается во встречный трейлер. Хотя врачам удаётся спасти Ричарду жизнь, его лицо серьёзно обгорает и покрывается рубцами, после чего врач рекомендует сделать ему пластическую операцию. Это даёт Ричарду шанс скрыть свою личность от всех, кто его знал. Однако полиция устанавливает, что отпечатки пальцев «Томпсона» совпадают с отпечатками пальцев на канистре, найденной в салоне сгоревшей машины Ричарда, после чего его начинают подозревать в убийстве самого себя. Подозрения полиции усиливаются после того, как выясняется, что на счёт Томпсона в Нью-Йорке были зачислены шесть тысяч долларов через три дня после того, как Ричард снял такую же сумму со своего счёта в Сан-Франциско. Полиция выдвигает версию, что «Томпсон» чем-то шантажировал Ричарда, а когда тот отказался платить, убил его, после чего скрылся в Нью-Йорке. На суде «Томпсон» молчит, отказываясь защищаться, при этом ни Люси, ни Мерриам не узнают в «Томпсоне» Ричарда. Присяжные выносят обвинительный приговор в убийстве первой степени, что грозит смертной казнью. Нора приходит к Ричарду в тюрьму, требуя, чтобы он рассказал властям всю правду. Однако тот отвечает, что своей правдой он только опозорит доброе имя доктора Ричарда Тэлбота и разрушит жизни Норы, Люси и своих детей, и при этом никогда не сможет доказать свою невиновность. Он заявляет, что лучше будет казнён по обвинению в убийстве самого себя, чем позволит своей семье и знакомым думать о нём иначе, чем как о хорошем человеке и порядочном семьянине. Завершая свою речь словами «Я убил Ричарда Тэлбота!», Ричард требует от Норы пообещать, что она никогда никому не расскажет о том, что произошло. Она молча кивает головой и выходит из тюремного здания, где её ожидает любящий Фил.

## В ролях
- Энн Шеридан — Нора Прентисс
- Кент Смит — доктор Ричард Тэлбот
- Брюс Беннетт — доктор Джоэл Мерриам
- Роберт Алда — Фил Динардо, владелец ресторана
- Розмари Декамп — Люси Тэлбот
- Джон Риджли — Уолтер Бейли, пациент-сердечник
- Роберт Артур — Грегори Тэлбот
- Ванда Хендрикс — Бонита «Банни» Тэлбот
- Гарри Шэннон — лейтенант отдела убийств полиции Сан-Франциско
- Джеймс Флавин — окружной прокурор
- Дуглас Кеннеди — доктор

## История создания фильма
Историк кино Ричард Харланд Смит указывает, что режиссёр Винсент Шерман купил на собственные средства права на создание фильма по неопубликованному рассказу Пола Уэбстера «Человек, который умер дважды». Вскоре Джек Уорнер, глава студии Warner Bros., дал согласие начать работу над фильмом при условии, что роль главной героини истории станет более значимой, а сам фильм будет переименован в «Нора Прентисс». Этот фильм был нужен Уорнеру, чтобы задействовать простаивающую контрактную звезду студии Энн Шеридан. Как отметил историк кино Фрэнк Миллер, в тот момент этот фильм был очень нужен актрисе. «До начала работы над „Норой Прентисс“, Шеридан не появляясь на экране уже в течение восемнадцати месяцев после того, как потребовала от Warner Bros. более качественных сценариев и более высокую оплату». Она отказывалась от всего, что ей присылали, включая роль в фильме нуар «Милдред Пирс» (1945), которая принесла Оскар актрисе Джоан Кроуфорд. Когда Шеридан, наконец, подписала новый контракт, «студия нашла для неё фильм, предоставив роль, которая уникальным образом сочетала человеческое тепло и сексуальность, то есть тот набор качеств, благодаря которым актрису в своё время нарекли „очаровательной“. Также в качестве награды Шеридан получила возможность поработать с Винсентом Шерманом, который зарекомендовал себя как один из лучших режиссёров студии с точки зрения работы с актрисами». Перед этой картиной ему удалось добиться сильной игры от Айды Лупино в музыкальной мелодраме «Тяжёлый путь» (1943), а также от Бетт Дейвис в комедии «Старый знакомый» (1943) и в мелодраме «Мистер Скеффингтон» (1944).
По информации Variety, «действие картины происходит в Сан-Франциско и Нью-Йорке, при этом натурные съёмки в обоих городах усиливают воздействие картины». В рамках рекламной кампании фильма были выпущены киноплакаты с броскими провокационными лозунгами «Если бы вы были Норой Прентисс, вы бы промолчали?» и «Её рот предназначен только для поцелуев… а не для разговоров!», которые привлекли к картине дополнительное внимание.

## Оценка фильма критикой

### Общая оценка фильма
Как отметили многие критики, после выхода на экраны «фильм добился популярности у публики, особенно, у женской аудитории, и стал большим хитом для Энн Шеридан». Однако несмотря на успех у зрителей, фильм получил достаточно негативные отзывы критики. В частности, журнал Variety назвал картину «слишком длинной мелодрамой», в которую «никогда не веришь полностью». Кроме того, «фильм без симпатии подаёт своих главных персонажей и ему не хватает гладкости». Кинообозреватель Босли Кроутер в «Нью-Йорк Таймс» предостерёг читателя, что просмотр фильма станет «тратой времени», добавив, что его «воплощение на экране столь же нелепо, как и его содержание», подытоживая свою оценку словами, что «это худшее из того, что делают крупные кинокомпании».
Современная критика оценивает фильм значительно более позитивно. В частности, киновед Дэвид Хоган назвал картину «великолепным фильмом нуар о тайных слабостях и страстях», который выполнен в «гладком и глянцевом» стиле. Хоган отмечает, что фильм «начинается как женская картина, которая переходит в нуар, заканчиваясь как квази-хоррор». Боб Порфирио пишет, что «если существует такая категория, как „женский нуар“, этот фильм, конечно, должен находиться на самой его вершине». Далее он пишет, что «в отличие от аналогичных картин с участием Энн Шеридан и Джоан Кроуфорд, таких как „Неверная“ (1947), „Улица фламинго“ (1949) и „Проклятые не плачут“ (1950), этот фильм не впадает в романтическую мелодраму, которая может отвлечь от того „порочного“ комплекса ощущений, который является существенной составляющей фильма нуар». Спесер Селби охарактеризовал картину как «мрачный женский нуар с хорошим сюжетом и отличной визуальной работой».
Дж. Р. Джонс в Chicago Reader назвал картину «захватывающим фильмом категории В», с юмором заметив, что он «сделан в тот исторический период, когда, находясь на врачебном столе, вы всё ещё могли стрельнуть сигарету у врача», далее отметив, что «остроумная Шеридан обеспечивает фильму максимум очарования». По мнению Денниса Шварца, хотя «глянцевая история, которая положена в основу фильма, возможно, и не представляет из себя ничего особенного, и уж, конечно, не представляется правдоподобной», тем не менее, само «повествование великолепно, показывая, в какой ловушке оказываются главные персонажи из-за своей лжи». По словам Фрэнка Миллера, студия Warner Bros. в рекламной кампании «Норы Прентисс» прямо указывала на нуаровый характер фильма, называя его «историей о докторе, страсть которого к певице из ночного клуба разрушает его жизнь». Вместе с тем, по мнению Миллера, самым существенным аспектом фильма стала игра Энн Шеридан, благодаря которой картина превращается в рассказ «о самой прекрасной роковой женщине в истории кино». Именно этого и ожидала публика от Шеридан, когда ходила на фильмы с её участием, и именно поэтому «Нора Прентисс» стала очередным хитом актрисы".

### Проблематика и нуаровые особенности фильма
Киновед Джефф Майер написал, что «в середине и в конце 1940-х годов вышло несколько фильмов нуар, в центре внимания которых стояла тема разочарования среднего класса в так называемой американской мечте. В таких фильмах, как „Женщина в окне“ (1945), „Нора Прентисс“ (1947) и особенно „Западня“ (1948) нормальные надёжные мужчины были представлены разочарованными в своей стабильной работе, любящих жёнах и традиционном семейном укладе».
Дэвид Хоган отметил, что в «Норе Прентисс» «желание главного мужского персонажа заключено не в том, чтобы создать дом, а в том, чтобы сбежать из дома». Герой фильма «имеет процветающую хирургическую практику в Сан-Франциско. Он консервативно одевается, говорит низким, благожелательным голосом и у него болезненно чёткие усы. У него красивый (но ничем не выдающийся) дом с двумя милыми, вылизанными подростками и раздражающе правильная жена Люси. Отношения в семье классически пассивно-агрессивные». Властная жена установила в доме устраивающий её культ порядка, согласно которому Тэлбот должен приходить домой каждый вечер в одно и то же время. «Он ей подчиняется, развлекая её поверхностной болтовнёй за ужином, одновременно не обращая на неё внимания, и этого, по всей видимости, жене вполне достаточно» . Соответственно, «вся страсть, которая когда-то была у пары, столь же мертва, как окаменелый лес, и (главный герой) скучает. И, Боже, как же он скучает».
Хоган также обращает внимание на то, что в типичном варианте фильма нуар Нора была бы «алчной, ненасытной и беспринципной акулой, которая похитила бы Талбота у жены просто потому, что может это сделать». Однако в этом фильме, в отличие от классических роковых женщин, Нора «добра, принципиальна и честна в проявлении своих чувств. Её взгляд на жизнь немного желчный (нет сомнения, что она многое повидала), но она не интересуется тем, чтобы завладеть тем, что ей не принадлежит, и она не охотится на мужчин» .
Далее Хоган с юмором замечает, что «в одном из тех судьбоносных моментов, которые бывают только в кино, Талбота судят за убийство самого себя, после чего его жизнь уже не кажется такой уж скучной». Однако удивительно то, что его не узнают в суде ни его жена, ни коллега, с которым она проработал бок о бок не один год. И даже если его лицо изуродовано (хотя оно изуродовано и не так значительно), всё равно трудно поверить в то, что его невозможно узнать. В любом случае его голос остался неизменным. При этом Нора точно знает, что Томпсон и Тэлбот — это одно и то же лицо, но и она молчит, хотя до этого фильм «посвящает много энергии демонстрации неотразимой страсти, которая поглощает Нору и Тэлбота» .
Хоган обращает внимание и на то, что сегодняшнему зрителю покажется абсурдным то, что влюблённые живут в нью-йоркской гостинице в отдельных номерах. Однако, по словам критика, фильм был вынужден показать «такую глупость, которая была обязательна согласно действовавшему в то время в киноиндустрии Кодексу Хейса». Критик резюмирует, что «Америка в 1947 году просто не была готова позволить Голливуду снять надлежащим образом историю такого типа».

### Оценка работы режиссёра и творческой группы
Как отметил Деннис Шварц, «Винсент Шерман взял за основу журнальный рассказ поэта-песенника Пола Уэбстера „Человек, который умер дважды“, доработав его таким образом, что в нём не осталось ни одного одномерного персонажа». Вместе с тем, Variety указал на то, что «в сценарии полно дыр», что, по мнению журнала, «придаёт происходящему облегчённую мотивацию». Батлер посчитал, что «сценаристы не дают достаточно материала, с которым можно было бы работать — происходящие события тяготеют лишь к обслуживанию сюжета, а не к тому, чтобы использовать их для убедительного развития образов, которые содержали бы интересные противоречия». Постановочную же работу Шермана критик назвал «неровной, хотя в целом хорошей». По мнению Батлера, «намного лучше проявил себя оператор Джеймс Вонг Хоу со своей чудесной, впечатляющей операторской работой». Боб Порфирио также отметил, что «Хоу снял картину в типичном экспрессионистском стиле, закрытая форма которой усиливает ощущение ловушки для двух главных героев — Норы и доктора Тэлбота» . Кини выделяет среди сильных черт картины «экспрессионистскую операторскую работу Хоу и отличный сценарий Нэша», которые «превращают эту „женскую картину“ в большую удачу». Шварц также пишет, что «этот крепкий нуаровый фильм отличает отличная экспрессионистская операторская работа Джеймса Вонга Хоу». Миллер отметил, что Хоу оказал режиссёру большую помощь: «Хоу и Шерман погрузили „Нору Прентисс“ в мир кошмара, который был отражением паранойи главного мужского персонажа. Использование ими субъективных съёмок, дезориентирующих ракурсов и глубоких теней делают картину запоминающимся фильмом нуар».

### Оценка актёрской игры
Хотя Variety и полагает, что «Шеридан делает многое из своей роли», а «Смит хорош в драматическом плане в роли, которая сама по себе не убедительна», критически настроенный по отношению к фильму Босли Кроутер назвал Шеридан «практически пустым местом», а Кента Смита — «ходячей версией влюблённого по уши телеграфного столба».
В свою очередь, современные критики оценивают игру Энн Шеридан чрезвычайно высоко. Так, Крейг Батлер пишет: «„Норе Прентисс“ очень повезло, что главную роль в нём сыграла Шеридан. Ещё больше фильму бы повезло, если бы заглавный персонаж оказался в центре внимания картины». К сожалению, несмотря на то, что Норе в этом фильме отведена «большая и даже ключевая роль, однако она скорее реактивна, чем проактивна — история в действительности полностью посвящена Тэлботу». Что касается игры Шеридан, то «вечно „очаровательную девушку“ не смущает даже нехватка хорошего материала. Она берёт ту руду, которую ей предлагают, и превращает её в нечто прекрасное, почти в золото. Она явно доминирует на экране, демонстрируя ту мощь, которой не хватает Смиту». По словам Кини, «Шеридан потрясающа в роли весёлой по характеру, искушённой в жизни женщины», напоминая, что такую же роль она «очень хорошо сыграла в своём предыдущем фильме нуар „Они ехали ночью“ (1940), и сделает ещё раз несколько лет спустя в фильме „Женщина в бегах“ (1950)» . Хоган отмечает, что «неизменно остроумная Энн Шеридан» создаёт в этом фильме «один из своих самых многослойных характеров», отличающихся глубоким знанием жизни .
Хоган называет Кента Смита «опытным актёром широкого профиля, время от времени исполнявшего главные роли», который в данной картине умело «доносит внутреннее смятение подавленного человека. Хотя Тэлбот не силён, и не особенно симпатичен, он смотрится очень убедительно в роли сексуально неопытного, запутавшегося человека». Батлер полагает, что Смиту «просто не хватает плеч, чтобы вынести на них такой фильм; будучи отличным актёром в маленьких ролях, или в главных ролях, которые не требовали от него слишком многого, Смит по сути слабый актёр. Он может сыграть хорошего парня, как Тэлбот, но он не может по-настоящему убедительно копнуть вглубь его психики и предложить нам мучающегося, одержимого человека».